# Catrine Telle
Catrine Telle, född den 28 maj 1953, är en norsk teaterregissör.
Efter regiutbildning i Danmark kom hon 1986 till Den Nationale Scene, där hon regisserade uruppsättningen av Norvald Tveits I Satans vald. Hon har senare gjort uppmärksammade uppsättningar av Ragnar Hovlands Love Me Tender, om Elvis-myten, och Per Knutsens Edel har fest.
Telle arbetar oftast i en utpräglat realistisk stil, vilket hon visade bland annat i sin uppsättning av Lars Viks Rasmus og Juni vid Festspelen i Bergen 1991. Hon hade stor framgång med regin av Ludvig Holberg Erasmus Montanus på Nationaltheatret 1996. På samma scen ansvarade hon för uppsättningen av Botho Strauss Stort och smått 1998. Hon debuterade som spelfilmsregissör med Ballen i øyet (2000).
Telle var teaterchef vid Trøndelag Teater mellan 2000 och 2004, och är chef för Oslo Nye Teater från den 1 januari 2010.